# Guy Fawkes-masker

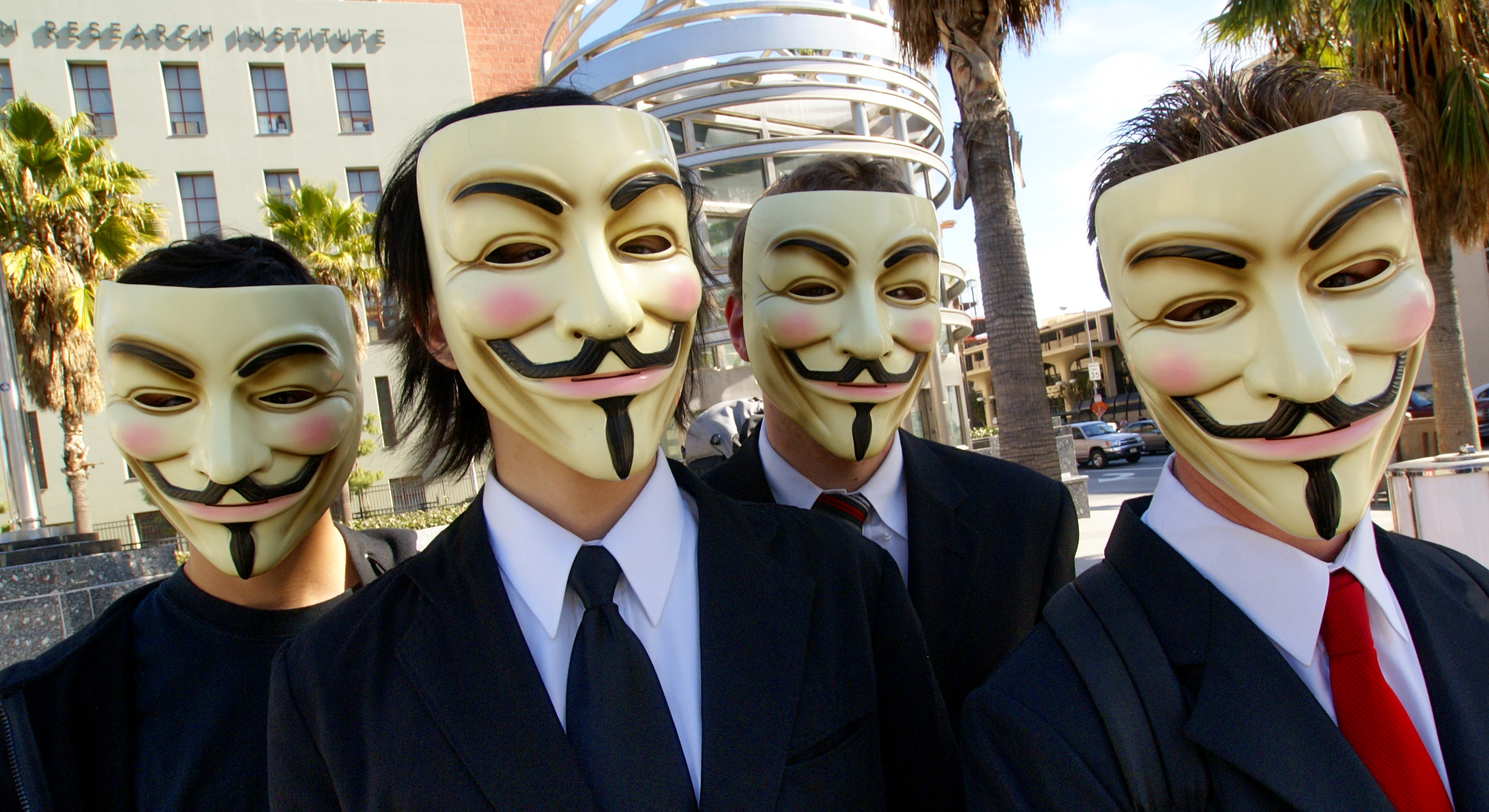
Leden van Anonymous dragen Guy Fawkesmaskers in Los Angeles in 2008

Het Guy Fawkes-masker is een gestileerde afbeelding van Guy Fawkes, het bekendste lid van het buskruitverraad (Engels: Gunpowder Plot), een poging om het Engelse parlement op te blazen in 1605. Hoewel het gebruik van een masker op een pop al heel lang teruggaat en al lang gebruikt werd tijdens de vieringen van Guy Fawkes Night werd een gestileerd masker dat ontworpen was door illustrator David Lloyd een algemeen symbool voor protesten, nadat dit een belangrijk plotelement vormde in de strip V for Vendetta die in 1982 uitkwam en de op de strip gebaseerde film die in 2005 uitkwam. Nadat het masker gebruikt werd op internetforums werd het masker later gedragen door deelnemers van protesten in het echte leven en wijdverspreid gebruikt door protestgroepen zoals de Occupybeweging.
Het masker toont een wit gezicht met een subtiele glimlach en rode wangen, een wijde snor die aan beide kanten naar boven krult en een dunne verticale baard.

## Oorsprong
Terwijl het Gunpowder Plot al vroeg herdacht werd met beeltenissen van onpopulaire figuren, werd het  tegen het einde van de 18e eeuw gebruikelijk dat kinderen om geld bedelden met gemaskerde poppen van Guy Fawkes en werd 5 november geleidelijk aan bekend als Guy Fawkes Night.
De hoofdpersoon in de stripreeks V for Vendetta en de daarop gebaseerde film droeg een Guy Fawkesmasker. V for Vendetta, geschreven door Alan Moore en voor het merendeel geïllustreerd door David Lloyd, is gesitueerd in een dystopisch toekomstig Verenigd Koninkrijk. Terwijl ze het idee voor de strip aan het ontwikkelen waren schreef Lloyd een handgeschreven notitie waarop hij vroeg: "Waarom beelden we hem niet af als een wederopgestane Guy Fawkes, compleet met een van die papier-machémaskers, in een cape en met een conische hoed?" Moore zei dat door het idee van Lloyd "al de verschillende fragmenten in mijn hoofd opeens op hun plaats vielen, verenigd werden onder het enkele beeld van een Guy Fawkesmasker."

## Gebruik in protesten

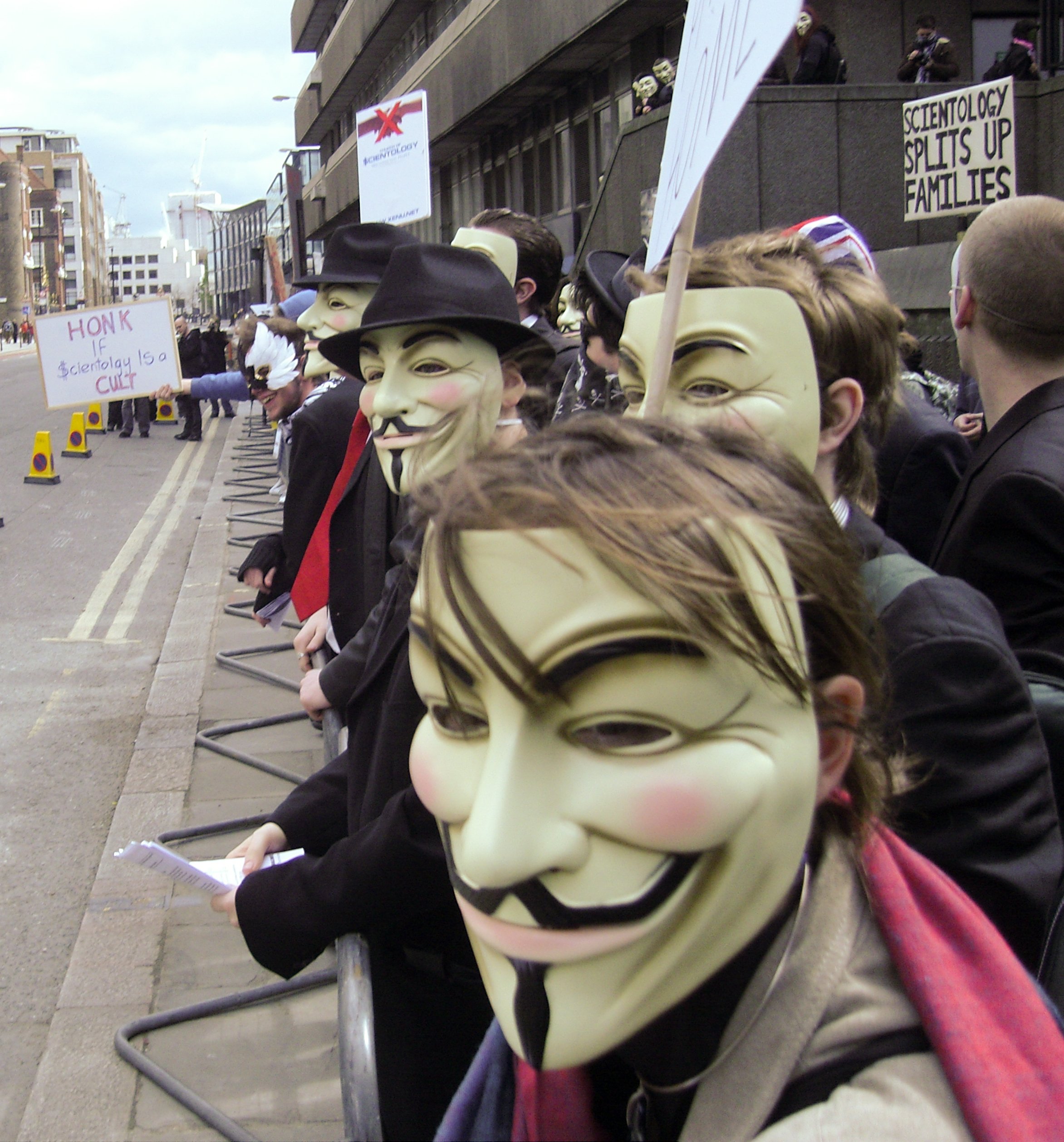
Actievoerders dragen Guy Fawkesmaskers tijdens een demonstratie tegen de Scientologykerk in Londen in 2008

Sinds de film V for Vendetta in 2005 uitkwam werd het gestileerde Guy Fawkesmasker internationaal op grote schaal overgenomen door groepen die protesteren tegen politici, banken en financiële instellingen. De maskers verbergen de identiteit van de deelnemers en tonen hun betrokkenheid bij een gemeenschappelijk doel.
Het masker werd een internetmeme op sites als 4chan en YouTube. Oorspronkelijk als een stokmannetje met de naam "Epic Fail Guy" die voortdurend mislukkingen beging en die al gauw met een Guy Fawkesmasker werd afgebeeld. Het masker werd geassocieerd met de protesten van Project Chanology tegen de Scientologykerk in 2008 teneinde aan te tonen dat Scientology een "Epic Fail" was.
De internetgroep Anonymous adopteerde het masker voor hun protesten tegen de autoriteiten. Op 23 mei 2009 plaatsten actievoerders een nep buskruitvat bij het Britse parlementsgebouw om te protesteren tegen het misbruik van onkostenvergoedingen door Britse parlementariërs. Tijdens protesten in Wisconsin in 2011 en de daaropvolgende Occupy Wall Street werd het masker ook gezien. In oktober 2011 was Julian Assange bij een Occupy-protest bij de London Stock Exchange terwijl hij een Guy Fawkesmasker droeg, wat hij afdeed nadat de politie hierom verzocht. In januari 2012 droegen Poolse parlementariërs van de Palikot-Beweging Guy Fawkesmaskers in de Sejm om te protesteren tegen de Poolse ondertekening van het ACTA-verdrag.
Het masker werd het bestverkochte masker op Amazon.com met honderdduizenden verkochte exemplaren. Time Warner, een van de grootste mediabedrijven in de wereld, krijgt een percentage van de opbrengst van elk verkocht masker omdat het de rechten op de afbeelding bezit.
Zowel David Lloyd als Alan Moore stemden in met het gebruik van het masker bij protesten.